# Baliemfluiter
De baliemfluiter (Pachycephala balim) is een zangvogel uit de familie Pachycephalidae (dikkoppen en fluiters). Het is een endemische vogelsoort uit Nieuw-Guinea. Deze fluiter wordt ook wel als ondersoort van de gouden fluiter (P. pectoralis) beschouwd en werd in 1940 als zodanig beschreven door de Canadese zoöloog Austin L. Rand.

## Kenmerken
De vogel is 16 tot 19 cm lang en lijkt sterk op de gouden fluiter. De rug en de randen van de armpennen zijn olijfgroen. Het vrouwtje heeft een roodbruin gekleurde kruin en een lichte, gestreepte keel. Mannetje en vrouwtje zijn verder van onder fel geel gekleurd met een zwarte staart.

## Verspreiding en leefgebied
Deze vogel komt uitsluitend voor in de in regenwoud op de hellingen tussen de 1600 en 2400 m boven zeeniveau ten zuiden van de Baliemvallei in de provincie Papoea (Indonesië). De vogel wordt ook waargenomen in dorpen in de vallei in de nabijheid van casuarinusbomen en andere schaduw brengend geboomte.  De verspreiding vertoont een opmerkelijk afgegrensd patroon, want op lager niveau in het bos wordt Sclaters fluiter aangetroffen en op iets hoger niveau Schlegels fluiter.

## Status
De baliemfluiter heeft een beperkt verspreidingsgebied. Door BirdLife International wordt deze fluiter nog beschouwd als ondersoort en daarom heeft de soort geen vermelding op de Rode Lijst van de IUCN.